# Piers Francis
Piers George Francis (Gravesend, 20 giugno 1990) è un rugbista internazionale per l'Inghilterra, mediano d'apertura del Bath.

## Biografia
Cresciuto a Gravesend, località del Kent, e formatosi rugbisticamente tra Inghilterra e Nuova Zelanda, dove si trasferì a 18 anni, disputò il suo primo rugby da seniores ad Auckland e Waikato; dopo un infortunio che gli precluse un possibile contratto nei Blues tornò in Gran Bretagna all'Edimburgo, squadra scozzese di Celtic League.
Di nuovo in Nuova Zelanda nel 2015 dopo un passaggio in Inghilterra a Doncaster, fu messo sotto contratto dai Blues per due stagioni.
Ancora in Inghilterra nel 2017, fu ingaggiato da Northampton e convocato in nazionale, debuttando durante il tour inglese in Argentina contro i Pumas; fu successivamente convocato nella rosa alla Coppa del Mondo 2019 in Giappone, nel corso della quale ha disputato il suo più recente incontro internazionale, contro gli Stati Uniti.
Dal 2022, terminato il contratto con Northampton, milita nel Bath.